# Hollywood inspirálta nevek
A Hollywood inspirálta nevek olyan nevek, amelyek a filmipar szimbólumává vált kaliforniai Hollywood nevének elferdítésével alkottak, és így felidézik az amerikai filmgyártó központot. A leggyakoribb módszer meghagyni az „ollywood” végződést és valamilyen értelmező betűsort eléilleszteni, de vannak más módszerek is.
Hollywood inspirálta nevek:
- Bollywood a Mumbai (a korábbi Bombay) központú indiai filmkészítés beceneve.
- Borehamwood kakukktojás, ez a valódi neve egy Elstree közelében lévő angol kisvárosnak.
- Chollywood a perui filmipar beceneve (más változatban „Choliwood”.)
- Dhaliwood a dhakai központú bangladesi filmipar beceneve.
- Dollywood Dolly Parton vidámparkja. Megtévesztően Dhaliwoodot is néha Dollywoodnak írják.
- Etyekwood az a név, amelyet gyakran használ a magyar és külföldi média az Etyek határában épülő Korda Filmstúdiókra.
- Hollyhammar a svédországi Hallstahammar filmiparára utal.
- Hollywood North (vagyis „Hollywood-Észak”) Vancouver, Toronto, sőt újabban egész Kanada film- és tévéfilmgyártó iparára utal.
- Kollywood néven a tamil filmipart emlegetik gyakran, amelynek központja Csennai Tamil Nadu államban, India déli részében.
- Lollywood a Lahor központú pakisztáni filmipar beceneve.
- Mollywood az indiai malayalam filmipar központjának beceneve.
- Mollywood ugyanakkor a mormon filmgyártás beceneve is.
- Nollywood Nigéria filmiparának beceneve.
- Pinewood, a legnagyobb brit filmstúdió csoport, nevében a „pine” az építkezés helyszínét körülvevő fenyőkre utal.
- Pollywood a Pesavár központú pastu nyelvű pakisztáni filmipar beceneve.
- Sollywood a szindi filmipar gyakran használt neve.
- Tollywood a telugu nyelvű, Ándhra Prades állambeli filmiparra utalhat.
- Tollywood Tollygunge bengáli nyelvű filmiparának beceneve is.
- Trollywood svéd helyszín, Trollhättan filmiparának beceneve.
- Valleywood egy walesi filmstúdió informális neve.
- Wakaliwood ugandai filmstúdió
- Wellywood az új-zélandi Wellington filmiparára utal.

## Külső hivatkozások
Angol nyelven:
- *ollywood Confidential